# Warmsen
Warmsen è un comune di 3.488 abitanti della Bassa Sassonia, in Germania.
Appartiene al circondario (Landkreis) di Nienburg (Weser) (targa NI) ed è parte della comunità amministrativa (Samtgemeinde) di Uchte.

## Geografia antropica

### Suddivisioni amministrative
Comprende le frazioni di Bohnhorst, Brüninghorstedt, Großenvörde, Sapelloh, Hauskämpen e Warmsen.